# Stabler-Leadbeater Apothecary Shop
La Stabler-Leadbeater Apothecary Shop est une ancienne apothicairerie américaine à Alexandria, en Virginie. Inscrite au Virginia Landmarks Register depuis le 17 mars 1981 ainsi qu'au Registre national des lieux historiques depuis le 24 novembre 1982, elle est classée National Historic Landmark depuis le 13 janvier 2021. Elle est aujourd'hui reconvertie en musée de la pharmacie, le Stabler-Leadbeater Apothecary Museum.